# Davide Simoncelli
 (décembre 2012).
Si vous disposez d'ouvrages ou d'articles de référence ou si vous connaissez des sites web de qualité traitant du thème abordé ici, merci de compléter l'article en donnant les références utiles à sa vérifiabilité et en les liant à la section « Notes et références ».
Pour les articles homonymes, voir Simoncelli.
Davide Simoncelli, né le 30 janvier 1979 à Rovereto (province de Trente, Trentin-Haut-Adige, Italie), est un skieur alpin italien. Ce géantiste a signé cinq de ses huit podiums en Coupe du monde sur les pistes d'Alta Badia.

## Biographie
Sans performance significative chez les jeunes, Davide Simoncelli est cependant intégré lors de la saison 1999-2000 à l'âge de 20 ans dans le groupe technique de slalomeurs italiens engagés pour la saison de Coupe d'Europe. Des bons résultats lui permettent de monter occasionnellement en Coupe du monde pour trois slaloms se concluant tous par des abandons rapides. Fort de ses performances en Coupe d'Europe, Simoncelli est, lors de la saison suivante en 2000-2001, plus régulièrement appelé en Coupe du monde et parvient à se qualifier deux fois en 2e manche en géant (17e à Val d'Isère et 23e aux Arcs). Lors de cette saison Davide Simoncelli est meilleur en géant alors qu'il avait auparavant de meilleurs résultats en slalom. Il finit la saison de Coupe d'Europe au 4e rang du classement du géant. La saison 2001-2002 est plus compliquée pour le jeune italien qui baisse de niveau en Coupe d'Europe et se qualifie peu en Coupe du monde (27e au slalom de Madonna di Campiglio, 19e, 23e et 22e aux géants d'Alta Badia, Adelboden et Saint-Moritz).
C'est lors de la saison 2002-2003 que l'italien va se révéler au grand public. Après un début de saison parti sur les mêmes bases que la précédente (15e à Park City et deux abandons), Simoncelli se présente au géant à domicile d'Alta Badia avec un dossard difficile qui ne l'empêchera pas au terme d'une seconde manche, qui le voit mettre près d'une seconde à ses adversaires, d'accrocher la 2e place derrière Bode Miller. Cependant le reste de sa saison ne sera pas à la hauteur de cette performance avec une 17e place à Adelboden pour seul résultat dans les points. Qualifié pour les Championnats du monde de ski alpin 2003 à Saint-Moritz grâce à son résultat à Alta Badia, il sort en seconde manche alors qu'il ne jouait pas avec les meilleurs. Il termine la saison au 19e rang du classement du slalom géant.
En 2003-2004, Simoncelli prend la décision de laisser de côté le slalom et de ne se concentrer plus que sur le géant. Après un début de saison sans résultat (abandons à Sölden et Park City), l'Italien revient dans le haut des classements. En effet, à Alta Badia qui organise deux géants coup sur coup, Simoncelli termine d'abord deuxième du premier derrière l'intouchable Kalle Palander mais surtout signe le lendemain sa première victoire en Coupe du monde avec 1.03 seconde d'avance sur le vainqueur de la veille Kalle Palander et Bode Miller. Performance confirmée la semaine suivante par une 7e place à Flachau qui lui permet d'aborder les deux derniers géants de la saison à la lutte pour le globe de cristal de la discipline à moins de 100 points de Bode Miller. L'Italien échoue dans cet objectif lors des deux derniers géants (22e et 18e). Il termine finalement la saison au 5e rang du classement du slalom géant.
Lors de la saison 2004-2005, si l'Italien enchaîne les bonnes performances (7e à Beaver Creek, 4e à Val d'Isère, 6e à Flachau, 7e à Kranjska Gora), il obtient pas de résultat de pointe, laissant la priorité à la régularité. Il termine 8e au classement du géant. Sélectionné pour les championnats du monde de ski alpin 2005 à Bormio à domicile, l'Italien comme deux ans auparavant ne finit pas la première manche.
En 2005-2006, profitant de la vague de surmotivation des italiens sur une année de Jeux olympiques disputés à domicile, Simoncelli se retrouve régulièrement dans le top 10 en début de saison (9e à Beaver Creek, 8e à Adelboden). Il signe ensuite un nouveau podium sur sa piste fétiche d'Alta Badia avec une 2e place derrière son compatriote Massimiliano Blardone et aborde les Jeux olympiques d'hiver de 2006 à Turin en position de sérieux outsider. Pourtant comme l'ensemble de l'équipe d'Italie de ski alpin pourtant très compétitive, il cédera sous la pression populaire et sortira dès la première manche. Visiblement moins touché que ses compatriotes par cet échec, Simoncelli termine la saison en signant dans un géant très serré (le dixième est à seulement 25 centièmes de la victoire), sa 2e victoire en Coupe du monde lors du géant coréen de Yongpyong. Le lendemain lors du deuxième géant organisé en Corée l'italien bien parti pour le doublé fait une faute en seconde manche et termine 5e à seulement 10 centièmes de Ted Ligety vainqueur. Il conclut sa saison au 4e rang de la coupe du monde de géant après son abandon lors des Finales.
En 2006-2007, après un début de saison régulier en géant (6e à Beaver Creek, 8e à Alta Badia et Adelboden), Simoncelli se blesse gravement au genou à l'entrainement pendant la préparation pour les Championnats du monde 2007 à Are. Il met un terme à sa saison.
Au terme d'une longue et difficile rééducation, Simoncelli effectue son retour à l'ouverture de la saison 2007-2008 pour le géant de Sölden qu'il termine à une correcte 15e place. La suite de la première partie de sa saison sera plus compliquée, l'Italien peinant à retrouver son niveau. En fin de saison, il réalise des meilleures prestations (11e à Whistler, 7e à Kranjska Gora et 6e des Finales à Bormio).
En 2008-2009, la saison ne sera pas à la hauteur des attentes de Simoncelli. En effet en dehors d'une 5e place à Beaver Creek l'italien ne parvient pas à accrocher les meilleurs et termine la saison au 23e rang du classement du géant. Il participe aux championnats du monde de ski alpin 2009 à Val d'Isère en géant. Bien que se qualifiant pour la première fois en seconde manche d'un géant de championnat du monde ou de jeux olympiques, sa performance restera de la même veine que celles de la saison écoulée avec une modeste 11e place loin du vainqueur Carlo Janka.
La saison 2009-2010 marque le retour de Simoncelli à son niveau. Encouragé par un bon début de saison (8e à Sölden et 9e à Beaver Creek), l'Italien signe un enième podium à Alta Badia une nouvelle fois derrière son compatriote Massimiliano Blardone. Son 5e podium sur la mythique Gran Risa temple des dolomites. Après ce podium, il ne quittera plus le top cinq de la saison en Coupe du monde. L'un des grands regrets de la carrière de Simoncelli surviendra lors du slalom géant d'Adelboden annulé pour cause de mauvaises conditions climatiques, alors qu'il occupait largement la tête de la première manche. Remis de cette déception et 5e des deux géants organisés à Kranjska Gora, Simoncelli aborde les Jeux olympiques d'hiver de 2010 disputés sur la piste de Whistler comme un outsider. Il finira pourtant 19e à l'issue des deux manches. Deuxième du slalom géant des Finales à Garmisch-Partenkirchen sur la future piste des mondiaux, Simoncelli termine la saison au 4e rang du classement du géant.
Lors de la saison 2010-2011, il est rarement au-delà des quinze premiers, mais rarement dans les dix (7e à Val d'Isère, seul top dix de la saison). Il participe aux Championnats du monde à Garmisch-Partenkirchen, mais finit loin des meilleurs à la 20e place. L'Italien, alors âgé de 31 ans, est déçu par ses résultats se pose même un moment la question sur la suite à donner à sa carrière.
Simoncelli décide finalement à l'intersaison de continuer au moins jusqu'aux jeux olympiques et se présente remotivé à l'ouverture de la saison 2011-2012. Il enchaine lors de cette saison des résultats tels que 13e et 9e sur les deux géants de Beaver Creek, 10e à Alta Badia et 13e à Adelboden. Il finit sa saison avec une 5e à Kranjska Gora et une 7e position lors des Finales de Schladming lui permettant de finir la saison à la 10e place du géant.
Sur le début de la saison 2012-2013, bien que skiant loin du niveau de Ted Ligety, Simoncelli parvient à accrocher régulièrement les meilleurs. Il se distingue avec un podium à Beaver Creek derrière Ted Ligety et Marcel Hirscher ainsi qu'en remontant de la 19e à la 5e place sur la deuxième manche du géant d'Alta Badia. Également, il enregistre une sixième place aux Championnats du monde de Schladming, ce qui est son meilleur résultat en grand championnat.
Aux Jeux olympiques d'hiver de 2014, à Sotchi, il est 17e, soit deux rangs de mieux qu'il y quatre ans.
Il annonce la fin de sa carrière en 2015.

## Palmarès

### Jeux olympiques d'hiver
| Épreuve / Édition | Turin 2006 | Vancouver 2010 | Sotchi 2014 |
| Slalom géant      | DNF        | 19e            | 17e         |

### Championnats du monde
| Épreuve / Édition | Sankt Anton 2001 | Saint-Moritz 2003 | Bormio 2005 | Val d'Isère 2009 | Garmisch-Partenkirchen 2011 | Schladming 2013 | Beaver Creek 2015 |
| Slalom géant      | 20e              | DNF               | DNF         | 11e              | 20e                         | 6e              | 17e               |
| Slalom            | 23e              | -                 | -           | -                | -                           | -               | -                 |

### Coupe du monde
- Meilleur classement général : 22e en 2010.
- 8 podiums dont 2 victoires (2 en slalom géant).

#### Différents classements en Coupe du monde
| Année/Classement | Année/Classement | Général | Général | Descente | Descente | Super G | Super G | Slalom géant | Slalom géant | Slalom | Slalom | Combiné | Combiné |
| ---------------- | ---------------- | ------- | ------- | -------- | -------- | ------- | ------- | ------------ | ------------ | ------ | ------ | ------- | ------- |
| Année/Classement | Année/Classement | Class.  | Points  | Class.   | Points   | Class.  | Points  | Class.       | Points       | Class. | Points | Class.  | Points  |
| 2001             | 2001             | 109e    | 22      | -        | -        | -       | -       | 41e          | 22           | -      | -      | -       | -       |
| 2002             | 2002             | 104e    | 33      | -        | -        | -       | -       | 33e          | 29           | 59e    | 4      | -       | -       |
| 2003             | 2003             | 60e     | 110     | -        | -        | -       | -       | 19e          | 110          | -      | -      | -       | -       |
| 2004             | 2004             | 37e     | 238     | -        | -        | -       | -       | 5e           | 238          | -      | -      | -       | -       |
| 2005             | 2005             | 38e     | 207     | -        | -        | -       | -       | 8e           | 207          | -      | -      | -       | -       |
| 2006             | 2006             | 29e     | 314     | -        | -        | -       | -       | 4e           | 314          | -      | -      | -       | -       |
| 2007             | 2007             | 64e     | 109     | -        | -        | -       | -       | 12e          | 104          | -      | -      | 47e     | 5       |
| 2008             | 2008             | 56e     | 155     | -        | -        | -       | -       | 12e          | 155          | -      | -      | -       | -       |
| 2009             | 2009             | 73e     | 82      | -        | -        | -       | -       | 23e          | 82           | -      | -      | -       | -       |
| 2010             | 2010             | 22e     | 311     | -        | -        | -       | -       | 4e           | 311          | -      | -      | -       | -       |
| 2011             | 2011             | 73e     | 107     | -        | -        | -       | -       | 16e          | 107          | -      | -      | -       | -       |
| 2012             | 2012             | 45e     | 208     | -        | -        | -       | -       | 10e          | 208          | -      | -      | -       | -       |
| 2013             | 2013             | 40e     | 173     | -        | -        | -       | -       | 11e          | 173          | -      | -      | -       | -       |
| 2014             | 2014             | 61e     | 94      | -        | -        | -       | -       | 23e          | 94           | -      | -      | -       | -       |
| 2015             | 2015             | 57e     | 129     | -        | -        | -       | -       | 15e          | 129          | -      | -      | -       | -       |

#### Détail des victoires
| Édition / Épreuve | Slalom géant | Total |
| 2004              | Alta Badia   | 1     |
| 2006              | Yongpyong    | 1     |
| Total             | 2            | 2     |

(État au 2 décembre 2012)

### Championnats d'Italie
- Champion de slalom géant en 2012 et 2013.